# 府中站 (臺灣)
25°00′32″N 121°27′33″E / 25.008904°N 121.459233°E
府中站，副站名林家花園，位於台灣新北市板橋區，為台北捷運板南線沿線的捷運車站、板橋線與土城線的分界點。

## 車站概要
車站位於府中路與縣民大道口，鄰近後埔，車站編號為BL06。

## 車站構造

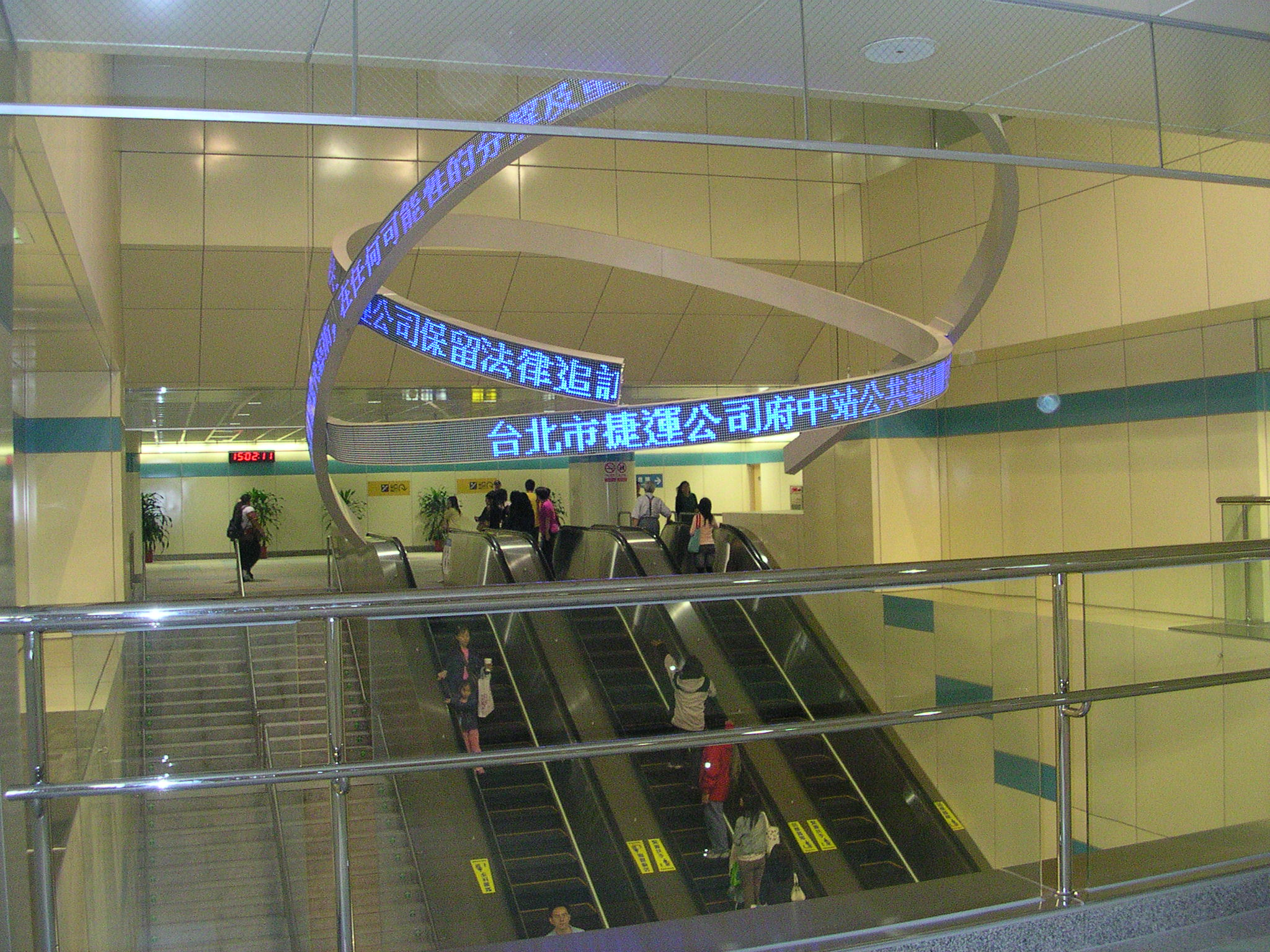
通往府中站1號月台的電扶梯及懸空的LED燈

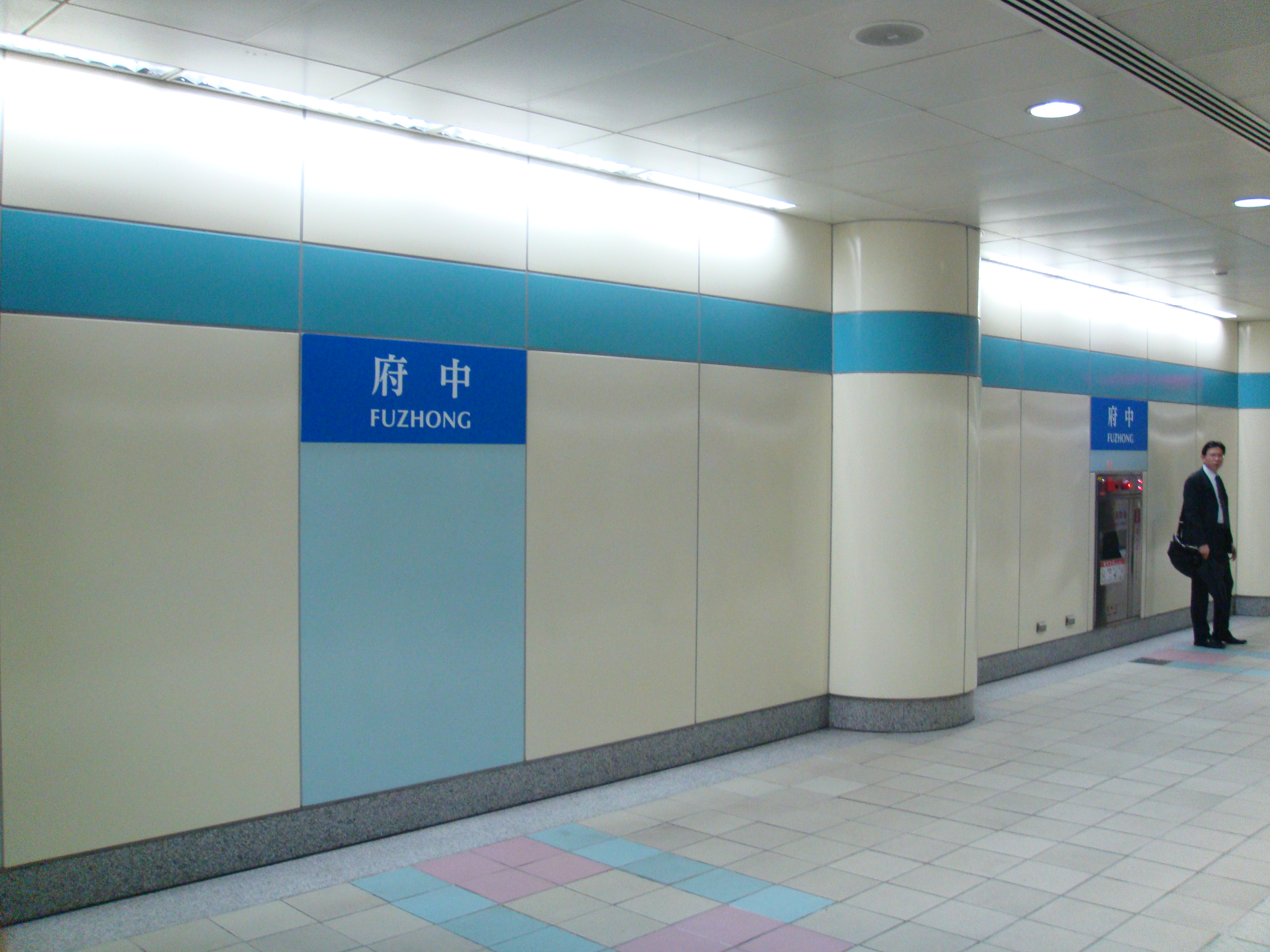
府中站月台的站名標示

地下五層車站，三個出入口，月台型式採側式疊式月台，兩個側式月台分別位於地下第三層及第五層兩月台間上下平行重疊，並設有半高式月台門。

### 車站樓層
| 地面      | 出入口             | 出入口                                        |
| 地下 二樓 | 大廳層             | 車站大廳、詢問處、自動售票機、驗票閘門        |
| 地下 二樓 | 大廳層             | 洗手間（付費區內）                            |
| 地下 三樓 | 一月台             | ← 板南線 往南港展覽館方向（BL07 板橋站）      |
| 地下 三樓 | 側式月台，左側開門 |                                               |
| 地下 五樓 | 二月台             | 板南線 往頂埔／終點站方向（BL05 亞東醫院站）→ |
| 地下 五樓 | 側式月台，右側開門 |                                               |

### 車站出口
出口1～3均位於車站北側，無障礙電梯位於出口1。
| 出入口                          | 圖片 | 位置                                       |
| ------------------------------- | ---- | ------------------------------------------ |
| 出入口1 · 設有電梯 · 設有手扶梯 |      | 板橋農會、林本源園邸（縣民大道、府中路口） |
| 出入口2 · 設有手扶梯            |      | 府中路（縣民大道北側）                     |
| 出入口3                         |      | 板橋區公所（府中路）                       |
| 註： 設有電梯 \| 設有手扶梯     |      |                                            |

## 歷史
原先規劃於本站現址，即臺鐵板橋車站舊址（板橋舊站）北側設立「板橋站」，同時於台鐵板橋車站新址，即文化路、漢生路口設立「漢生路站」。後來為配合臺鐵萬板專案以及板橋新站特區計畫，設於臺鐵板橋車站舊址的本捷運站則依路名更名為「府中站」，漢生路站重新設計規畫，更改設站地點至板橋酒廠舊址內，並將站名更名為「板橋站」。
當地民意代表曾提議以本地名勝板橋林家花園，改名為「林家花園站」，臺北市捷運局對此建議進行研究後，認為更動站名存在技術問題，後將林家花園改為加註副站名，以「府中（林家花園）」之形式呈現。
- 2003年2月1日（大年初一）：府中站工地發生地層下陷，造成原本預定的分段通車計畫取消。
- 2006年5月31日：隨著板橋線「新埔－府中」段與土城線「府中－永寧」段正式通車而啟用[3]（p. 330）。
- 2015年11月27日：半高式月台門正式啟用。
- 2022年3月16日：本站3號出口因配合府中廣場改善工程即日起暫時封閉，直到2023年1月5日重新開放。[4]

## 利用狀況
根據2024年12月資料，本站每日旅運量約為61,560，在台北捷運各站中排行第17名。
| 年   | 年間       | 年間       | 年間       | 年間  | 單日平均 | 單日平均 |
| 年   | 上車       | 下車       | 上下車計   | 來源  | 上車     | 上下車   |
| ---- | ---------- | ---------- | ---------- | ----- | -------- | -------- |
| 2006 | 3,659,985  | 3,455,988  | 7,115,973  | [ 5 ] | 17,023   | 33,098   |
| 2007 | 7,198,211  | 6,759,947  | 13,958,158 | [ 5 ] | 19,721   | 38,242   |
| 2008 | 8,373,197  | 7,882,284  | 16,255,481 | [ 5 ] | 22,878   | 44,414   |
| 2009 | 8,716,520  | 8,315,935  | 17,032,455 | [ 5 ] | 23,881   | 46,664   |
| 2010 | 8,996,315  | 8,652,698  | 17,649,013 | [ 5 ] | 24,647   | 48,353   |
| 2011 | 9,190,606  | 8,968,491  | 18,159,097 | [ 5 ] | 25,180   | 49,751   |
| 2012 | 9,241,665  | 9,015,986  | 18,257,651 | [ 5 ] | 25,250   | 49,884   |
| 2013 | 9,423,822  | 9,177,438  | 18,601,260 | [ 5 ] | 25,819   | 50,962   |
| 2014 | 9,759,520  | 9,461,264  | 19,220,784 | [ 5 ] | 26,738   | 52,660   |
| 2015 | 10,093,575 | 9,727,495  | 19,821,070 | [ 5 ] | 27,654   | 54,304   |
| 2016 | 10,354,569 | 9,926,917  | 20,281,486 | [ 5 ] | 28,291   | 55,414   |
| 2017 | 10,772,513 | 9,837,292  | 20,609,805 | [ 5 ] | 29,514   | 56,465   |
| 2018 | 11,149,543 | 10,143,065 | 21,292,608 | [ 5 ] | 30,547   | 58,336   |

## 公共藝術
- 設有公共藝術《空間之詩》[6]
目前站內含空間之詩區域進行施工工程作業，故此公共藝術物品於施工期間暫停使用。

## 車站周邊
- 林本源園邸（林家花園）
- 新北市立板橋高級中學（位於本站與板橋站間）
- 新北市政府警察局
- 新北市政府警察局板橋分局
- 板橋區農會
- 板橋區公所
- 新北市公共自行車租賃系統
  - 捷運府中站（1號出口）
  - 捷運府中站（3號出口）
- 新北市板橋區板橋國民小學
- 新北市板橋區後埔國民小學
- 新北市立圖書館（板橋分館）

## 腳註

### 來源資料
1. ↑   (新闻稿). 台北捷運. 2016-04-11  [2016-04-11]. （原始内容存档于2016-04-11） （中文（臺灣））.
2. 1 2  . 臺北大眾捷運股份有限公司. 2021-01-15.
3. ↑  徐榮崇. . 臺北市文獻委員會. 2015年12月  [2020-01-04]. ISBN 9789860469875. （原始内容存档于2020-12-07）.
4. ↑  https://www.metro.taipei/News_Content.aspx?n=38AE95F4CEEDCBB6&sms=78D644F2755ACCAA&s=3D2D14E76EE742D4 （页面存档备份，存于） 配合新北市政府新建工程處府中廣場改善工程 府中站3號出口3/16起封閉
5. ↑  臺北捷運公司. . 2019-02-26  [2019-08-10]. （原始内容存档于2020-11-28）. 臺北市統計資料庫查詢系統
6. ↑  空間之詩 （页面存档备份，存于）.臺北市政府捷運工程局-板橋土城線.108-11-18

- 捷運施工地層下陷　板橋疏散十戶住家.自由時報.2003-02-02
- 捷運工地沉陷　灌漿後獲控制.自由時報.2003-02-03

## 外部連結
- 臺北大眾捷運股份有限公司 （页面存档备份，存于）
- 臺北市政府捷運工程局 （页面存档备份，存于）
- 府中站位置圖（台北捷運公司） （页面存档备份，存于）
- 府中站車站剖面相關位置圖（台北捷運公司） （页面存档备份，存于）
- 販賣店現況 （页面存档备份，存于）